# 貝氏鮋
貝氏鮋，為輻鰭魚綱鮋形目鮋亞目鮋科的其中一種，為亞熱帶海水魚，分布於西大西洋美國佛羅里達、百慕達群島、巴哈馬群島至南美洲北部海域，棲息深度可達75公尺，體長可達10公分，棲息在珊瑚礁底層水域，生活習性不明。